# 袋萼黄耆
袋萼黄耆（学名：Astragalus saccocalyx）为豆科黄芪属的植物。分布在哈萨克斯坦以及中国大陆的新疆等地，生长于海拔1,000米至2,000米的地区，多生在干旱山坡或山前台地，目前尚未由人工引种栽培。